# Dusona peculiaris
Dusona peculiaris är en stekelart som först beskrevs av Kusigemati 1987.  Dusona peculiaris ingår i släktet Dusona och familjen brokparasitsteklar. Inga underarter finns listade i Catalogue of Life.